# Stimmhaftigkeit
Stimmhaftigkeit (Adjektiv: stimmhaft) ist ein Begriff aus den sprachwissenschaftlichen Teildisziplinen Phonetik und Phonologie und kennzeichnet einen Sprachlaut, der mit Beteiligung des Stimmtons ausgesprochen wird.

## Stimmhaftigkeit in der Phonetik
Aus der Sicht der Phonetik bedeutet Stimmhaftigkeit, dass die Stimmbänder bei der Artikulation eines Lautes eine Rolle spielen. Dies geschieht in der Form, dass die Stimmlippen innerhalb kürzester Zeit sich abwechselnd schließen und gleich wieder von einem aus der Lunge gepressten Luftstrom „aufgesprengt“ werden, sodass sie in Schwingung geraten und damit einen Ton erzeugen. Im Gegensatz dazu werden stimmlose Laute mit geöffneten Stimmritzen gesprochen, sodass die Luft ungehindert bis in den Vokaltrakt durchströmen kann.
Stimmhafte Laute sind in den meisten Sprachen die Sonoranten, das sind Vokale sowie Nasallaute ([m, n, ŋ]), Liquiden ([r, l]) und Approximanten ([ʋ, j, w]). In vielen Sprachen, wie auch dem Deutschen, gibt es zudem bestimmte stimmhafte Konsonanten, die sogenannten stimmhaften Obstruenten ([b, d, g, v, z, ʒ]).
Im Deutschen kommen stimmhafte Obstruenten nur in den mittleren und nördlichen Varietäten, also ungefähr in der nördlichen Hälfte des deutschsprachigen Raums vor, während in den südlichen Varietäten alle Obstruenten stimmlos sind. Die Frage ist, ob die heutige süddeutsche Entsonorisierung speziell des Auslauts unabhängig ist von der historischen Auslautverhärtung oder auf sie zurückgeht.
Ein Vorgang, bei dem ein stimmloser Obstruent stimmhaft wird, heißt Sonorisierung, der umgekehrte Vorgang heißt Stimmtonverlust (Desonorisierung, Entsonorisierung).
Da die Stimmhaftigkeit im Standarddeutschen mit einer schwächeren (lateinisch lēnis ‚sanft‘), die Stimmlosigkeit mit einer stärkeren (lateinisch fortis ‚stark‘) artikulatorischen Energie verbunden ist, werden die Gegensatzpaare stimmhaft-stimmlos und Lenis-Fortis oft synonym verwendet (was nicht ganz korrekt ist).
Im Internationalen Phonetischen Alphabet wird die Stimmhaftigkeit eines Lautes durch das IPA-Zeichen 403 angezeigt, ein untergesetztes Häkchen (Unicode COMBINING CARON BELOW U+032C), zum Beispiel [⁠t̬⁠].
Die Frage, ob man einen Laut stimmhaft oder nicht stimmhaft artikuliert, lässt sich anhand eines einfachen Tests beantworten. Wenn man beim Sprechen die Hand an den Kehlkopf hält, ist bei Stimmhaftigkeit eine Vibration zu verspüren (beispielsweise während des Sprechens von M-au des Wortes Maus). Wenn man sich die Ohren zuhält, ist zudem ein Dröhngeräusch hörbar. Bei Stimmlosigkeit ist beides nicht der Fall.

## Stimmhaftigkeit in der Phonologie
Alle Laute können zunächst phonetisch dahingehend klassifiziert werden, ob sie stimmhaft oder nicht stimmhaft (stimmlos) sind. In der Phonologie, der Nachbardisziplin der Phonetik, stellt stimmhaft ein binäres phonologisches distinktives Merkmal (notiert als „[±sth]“) dar, das heißt, Stimmhaftigkeit kann bedeutungsunterscheidend wirken; derselbe Laut kann auf die Bedeutung eines Wortes Einfluss nehmen, je nachdem, ob er stimmhaft oder stimmlos ausgesprochen wird. So macht es beispielsweise einen Unterschied, ob der labiale Verschlusslaut mit Beteiligung der Stimme als [b] oder ohne sie als [p] vorliegt, wie es im Deutschen bei Bein vs. Pein oder im Englischen bei bike vs. pike der Fall ist.
Im Deutschen (sowie in einigen anderen Sprachen) beobachtet man das Phänomen der Auslautverhärtung (schließende stimmhafte Obstruenten werden stimmlos ausgesprochen). Diese Erscheinung hat phonologische Konsequenzen: Eine ursprünglich bestehende Opposition stimmhaft-stimmlos wird aufgehoben (neutralisiert).

## Schreibung
Die Schreibung eines Wortes bzw. eines Lautes kann dessen Stimmhaftigkeit – wie in den eben gezeigten Beispielen – wiedergeben, ist aber, wie die Auslautverhärtung zeigt, nicht daran gebunden: In Liebe und lieb schreibt die Orthografie beide Male <b> vor, während die tatsächliche Aussprache ein Stimmloswerden des Lautes [⁠b⁠] zu [⁠p⁠] ([li:bə], [li:p]) zeigt.

## Stimmhaftigkeit in der Stottertherapie
Bei der MPI (Modifying Phonation Intervals) Stottertherapie wird der Patient trainiert, mit einem veränderten Sprachmuster zu sprechen. Die Zeitabschnitte der Stimmhaftigkeit (genannt stimmhafte Intervalle) werden dabei mit Hilfe eines am Hals getragenen Accelerometers erfasst und mit einer Biofeedback-Methode dem Sprecher zurückgemeldet. Dabei lernt der Patient, besonders kurze stimmhafte Intervalle in ihrer Häufigkeit zu reduzieren. Dies führt bei den meisten Patienten dazu, dass sie mit natürlich klingender Sprache dauerhaft stotterfrei sprechen können.